# Old Skoöl of Rock
Old Skoöl of Rock är ett samlingsalbum av blandade artister inom hårdrock och heavy metal, utgivet på dubbel-CD samt även på DVD 2007 av Universal Music.

## Låtlistor

### CD 1
- 1. Kiss - Crazy Crazy Nights
- 2. Alice Cooper - Poison
- 3. Heart - Alone
- 4. Poison - Unskinny Bop
- 5. Warrant - Cherry Pie
- 6. Cinderella - Gypsy Road
- 7. Scorpions - Wind of Change
- 8. Terrorvision - Oblivion
- 9. Twisted Sister - We're Not Gonna Take It
- 10. Billy Idol - White Wedding
- 11. Rush - Spirit Of Radio
- 12. Queensrÿche - Silent Lucidity
- 13. Great White - Once Bitten Twice Shy
- 14. Therapy? - Nowhere
- 15. Gun - Word Up!
- 16. Thunder - Dirty Love
- 17. Lynyrd Skynyrd - Sweet Home Alabama
- 18. ZZ Top - Gimme All Your Lovin'
- 19. Europe - The Final Countdown

### CD 2
- 1. Whitesnake - Here I Go Again
- 2. Mötley Crüe - Girls, Girls, Girls
- 3. Skid Row - Youth Gone Wild
- 4. David Lee Roth - California Girls
- 5. Ratt - Round And Round
- 6. Ugly Kid Joe - Everything About You
- 7. Tesla - Love Song
- 8. Kingdom Come - Do You Like It?
- 9. Vain - Beat The Bullet
- 10. L.A. Guns - Sex Action
- 11. Mr. Big - To Be With You
- 12. Extreme - More Than Words
- 13. Deep Purple - Burn
- 14. Thin Lizzy - Waiting For An Alibi
- 15. Rainbow - Since You Been Gone
- 16. Yngwie Malmsteen - Rising Force
- 17. Dio - Stand Up And Shout
- 18. Motörhead - Ace Of Spades
- 19. Black Sabbath - Paranoid
- 20. Judas Priest - Living After Midnight

DVD (nya grupper/låtar står med fet text)
- 1. Scorpions - Wind Of Change
- 2. Status Quo - Down Down
- 3. Mötley Crüe - Girls, Girls, Girls
- 4. Extreme - Get The Funk Out
- 5. Vain - Beat The Bullet
- 6. Therapy? - Nowhere
- 7. L.A. Guns - Sex Action
- 8. Ugly Kid Joe - Everything About You
- 9. Tesla - Love Song
- 10. Cinderella - Gypsy Road
- 11. Thin Lizzy - Waiting For An Alibi
- 12. Little Angels - Kicking Up Dust
- 13. Rainbow - Since You Been Gone
- 14. Live - I Alone
- 15. Magnum - Start Talking Love
- 16. Kingdom Come - Get It On
- 17. Extreme - More Than Words
- 18. Gun - Word Up!
- 19. Spinal Tap - Bitch School
- 20. Motörhead - Ace of Spades